# Anton Rubinstein
Anton Grigoriewicz Rubinstein (ros. Антон Григорьевич Рубинштейн; ur. 16 listopada?/28 listopada 1829 we wsi Wychwatyniec w guberni podolskiej, zm. 8 listopada?/20 listopada 1894 w Peterhofie) – rosyjski pianista, kompozytor i dyrygent pochodzenia żydowskiego.

## Życiorys
Był trzecim synem w zamożnej rodzinie żydowskiej. Jego ojciec zajmował się dzierżawą ziemi. Gdy miał 2 lata, na żądanie dziadka ze strony ojca 35 członków jego rodziny przeszło na prawosławie w cerkwi św. Mikołaja w Berdyczowie. Rok później rodzina przeniosla się do Moskwy. W Moskwie Rubinstein pobierał pierwsze lekcje gry na fortepianie od matki i zachęcany do nieustannego ćwiczenia wyłącznie w edukacji muzycznej, skomponował swój pierwszy utwór w wieku pięciu lat. Ze względu na swój wyjątkowy talent, od 1837 roku pobierał bezpłatne lekcje u Aleksandra Villoinga, najbardziej szanowanego nauczyciela gry na fortepianie w Moskwie w tamtym czasie. Villoing przekazywał swoim uczniom nie tylko wiedzę techniczną, ale także wszechstronne wykształcenie muzyczne. Rubinstein pierwszy publiczny występ dał w wieku dziewięciu lat. Edukację kontynuował w Paryżu, a potem od 1844 w Berlinie, gdzie ze swoim bratem, Nikołajem Rubinsteinem, studiował kompozycję u Siegfrieda Dehna. W roku 1848 powrócił do Rosji i zamieszkał w Petersburgu, gdzie w 1859 założył Rosyjskie Towarzystwo Muzyczne, a w 1862 konserwatorium, którym kierował w latach 1862–1867 i 1887–1890.
Polskimi uczniami Rubinsteina byli m.in. Józef Hofmann i Zofia Rabcewicz.
Od roku 1867 odbywał tournée koncertowe po Europie. W 1872 odbył wraz z Henrykiem Wieniawskim tournée po Ameryce, podczas którego artyści w ciągu 8 miesięcy dali 215 koncertów.

## Odznaczenia
- 1891 – Order Pour le Mérite (Prusy)[3]

## Twórczość
Jego dorobek kompozytorski jest bogaty. Rubinstein skomponował 20 oper (w tym Demon), 6 symfonii (druga symfonia, Ocean, która jest pierwszym rosyjskim utworem programowym), 5 koncertów fortepianowych, pieśni (takie jak Azza, Noc – romans), a także wiele utworów fortepianowych oraz kameralnych.